# Harald Mogensen-prisen
Harald Mogensen-prisen er litteraturpris, der siden 2007 er blevet uddelt hvert år af Det danske Kriminalakademi. Prisen gives for årets bedste danske kriminalroman.
Prisen er opkaldt efter Harald Mogensen (1912–2002), dansk redaktør og prisbelønnet for sit arbejde som kriminallitteraturkritiker.

## Modtagere
- 2007 – Kirsten Holst for Sin brors vogter
- 2008 – Morten Hesseldahl for Drager over Kabul
- 2009 – Lene Kaaberbøl og Agnete Friis for Drengen i kufferten
- 2010 – Jussi Adler-Olsen for Flaskepost fra P.
- 2011 – Susanne Staun for Døderummet (roman)
- 2012 – Erik Valeur for Det syvende barn
- 2013 – Michael Katz Krefeld for Sort sne falder
- 2014 – Simon Pasternak for Dødszoner
- 2015 – Thomas Rydahl for Eremitten
- 2016 – Ane Riel for Harpiks
- 2017 – Lars Kjædegaard for Det der er værre[2]
- 2018 – Elsebeth Egholm for Jeg finder dig altid
- 2019 – Jesper Stein for Solo[3]
- 2020 – Gretelise Holm for Dødfunden
- 2021 – Jenny Lund Madsen for Tredive dages mørke
- 2022 – Morten Hesseldahl for Mørket under isen
- 2023 – Torben Munksgaard for Damevennens død
- 2024 – Jens Henrik Jensen for Pilgrim[4]
- 2025 – Søren Sveistrup for Tælle til en, tælle til to